# Indragiri (stato)
Il regno di Indragiri (in jawi: کراجاءن ايندراݢيري) fu un sultanato esistito nell'attuale in Indonesia, tra il 1508 ed il 1945. Stato vassallo dalla sua fondazione nel XIV secolo, venne controllato da diversi sultanati sino al 1508 quando divenne un sultanato indipendente rispetto all'ultimo stato sovrano che lo controllava, il regno di Pagaruyung.

## Storia
In sanscrito, il nome del regno di Inderagiri deriva dalle parole Indera che significa "regno" e da Giri che significa "collina, posizione sopraelevata".
Pur essendo stata riconosciuta come entità territoriale dal 1347, la regione di Indragiri fino al 1515, secondo i resoconti del viaggio di Tomé Pires a Sumatra orientale, era ancora menzionata come area portuale sottoposta al controllo di re Minangkabau, ma questo regno aveva ottenuto da poco l'indipendenza nella gestione dei propri affari interni e della propria politica estera. Il regno era attraversato dal Batang Kuantan (noto anche come fiume Indragiri), attorno al quale si trovavano vaste aree coltivate dalla popolazione locale, risalendo sino al lago Singkarak.
L'ultimo sultano, Mahmudsyah, fu tra i sostenitori dell'indipendenza dell'Indonesia. Il 13 settembre del 1945 accettò di entrare a far parte col suo stato della Repubblica di Indonesia.

## Sovrani di Indragiri
- Nara Singa II, già raja di Keritang poi raja di Indragiri (1508-1532), prende il nome di sultano Alauddin Syah
- Usuluddin Hasansyah (1532-1557)
- Muhammadsyah (1557-1599)
- Jamaluddin Kramatsyah (1599-1658)
- Jamaluddin Sulaimansyah (1658-1669)
- Jamaluddin Mudayathsyah (1669-1676)
- Usuludin Ahmadsyah (1676-1687)
- Abdul Jalil Syah (1687-1700)
- Mansursyah (1700-1704)
- Muhammadsyah (1704-1707)
- Musyaffarsyah (1707-1715)
- Ali Mangkubumi Indragiri (1715-1735)
- Hasan Salahuddinsyah (1735-1765)
- Sunan (1765-1784)
- Ibrahim (1784-1815)
- Alan (1815-1827)
- Berjanggut Kramat (1827-1838)
- Said Mudayathsyah (1838-1876)
- Ismailsyah (1876-1877)
- Husinsyah (1877-1903)
  - Isa Mudayathsyah (1887-1903) coreggente
- Mahmudsyah (1903-1963)